# Destylacja z parą wodną
Destylacja z parą wodną – destylacja z użyciem strumienia nasyconej lub przegrzanej pary wodnej, prowadząca do otrzymywania kondensatów dwufazowych (faza wodna i organiczna), odbieranych w temperaturze niższej od temperatury wrzenia najniżej wrzącego składnika mieszaniny (heteroazeotrop).
Strumień pary wodnej jest doprowadzany do destylowanej mieszaniny z zewnątrz lub wytwarzany wewnątrz urządzenia do destylacji, na przykład przez intensywne ogrzewanie wodnego roztworu rozdzielanej mieszaniny związków chemicznych. Destylację z parą wodną stosuje się do wyodrębniania związków w niewielkim stopniu mieszających się z wodą (hydrofobowych), których destylacja prosta nie jest wskazana, głównie ze względu na możliwość termolizy. Metodą destylacji z parą wodną wyodrębnia się między innymi z surowców zielarskich pożądane składniki do leków ziołowych, a także olejków eterycznych (stosowanych do wytwarzania kosmetyków i przypraw oraz w aromaterapii).
Metoda ta jest również stosowana w preparatyce chemicznej do wyodrębniania produktów łatwo rozkładających się podczas syntezy z roztworów reakcyjnych oraz do rozdzielania składników mieszanin przy założeniu, że co najmniej jeden składnik destyluje z parą wodną.

## Podstawy fizykochemiczne

Prężność par nad niemieszającymi się cieczami

Zgodnie z prawem Daltona całkowita prężność pary {\displaystyle p} nad cieczą dwuskładnikową jest sumą cząstkowych prężności par składników:
{\displaystyle p=p_{\mathrm {A} }+p_{\mathrm {B} },}
które oblicza się na podstawie molowych udziałów {\displaystyle (y)} obu składników w parze:
{\displaystyle p_{\mathrm {A} }=p\cdot y_{\mathrm {A} },}
{\displaystyle p_{\mathrm {B} }=p\cdot y_{\mathrm {B} }.}
W przypadku roztworów doskonałych wartości {\displaystyle p_{\mathrm {A} }} i {\displaystyle p_{\mathrm {B} }} oblicza się na podstawie prawa Raoulta:
{\displaystyle p_{\mathrm {A} }=p_{\mathrm {A} }{}^{\circ }\cdot \ x_{\mathrm {A} },}
{\displaystyle p_{\mathrm {B} }=p_{\mathrm {B} }{}^{\circ }\cdot \ x_{\mathrm {B} }.}
W przypadku roztworów niedoskonałych obserwowane są odchylenia od prawa Raoulta, których kierunek i wielkość zależą od wielkości sił oddziaływania między cząsteczkami A–A, B–B i A–B w cieczy (decydujących o wartościach współczynników aktywności). W przypadkach, gdy odchylenia od doskonałości są duże, w układach AB występują ekstremalne wartości prężności pary – maksymalne (azeotrop dodatni) lub minimalne (azeotrop ujemny). W przypadkach bardzo dużych odchyleń w układach występują obszary ograniczonej mieszalności cieczy (heteroazeotropia, heterozeotropia).
W przypadkach skrajnych dwie ciecze A i B, mieszające się w minimalnym stopniu, mogą być traktowane jak prawie niezależne układy ciecz–para. W każdym z nich w stałej temperaturze utrzymuje się taka sama prężność pary, niezależna od ilości obu cieczy. Ogrzewane w odrębnych naczyniach zaczynają wrzeć w różnych temperaturach – takich, w których prężności par są równe wartości ciśnienia zewnętrznego. Jeżeli niemieszające się ciecze A i B znajdują się w jednym naczyniu, zależność prężności pary każdej z nich od temperatury nie zmienia się, ale cząsteczki cieczy dwufazowej prędzej ją opuszczają. Wrzenie rozpoczyna się w niższej temperaturze – wtedy, gdy wartość ciśnienia zewnętrznego jest osiągana przez sumę prężności A i B.
W tak uproszczonym przypadku w stałej temperaturze skład pary nad roztworem jest niezależny od składu cieczy. Stosunek ilości moli A i B ({\displaystyle n_{\mathrm {A} }} i {\displaystyle n_{\mathrm {B} }}) w jednostce objętości pary jest równy stosunkowi odpowiednich prężności par ({\displaystyle p_{\mathrm {A} }} i {\displaystyle p_{\mathrm {B} }}) czystych składników w danej temperaturze. Stosunek mas obu składników ({\displaystyle w_{\mathrm {A} }} i {\displaystyle w_{\mathrm {B} }}) w parze jest zależny od prężności par czystych składników i ich ciężarów cząsteczkowych ({\displaystyle M_{\mathrm {A} }} i {\displaystyle M_{\mathrm {B} }}).
{\displaystyle n_{\mathrm {A} }:n_{\mathrm {B} }=p_{\mathrm {A} }:p_{\mathrm {B} },}
{\displaystyle w_{A}:w_{\mathrm {B} }=M_{\mathrm {A} }p_{\mathrm {A} }:M_{\mathrm {B} }p_{\mathrm {B} }.}
| Związek    | Masa cząsteczkowa M [g/mol] | twrzenia [°C] | p [mmHg] w 100 °C | Zawartość w destylacie % mas. |
| Karwon     | 150                         | 230           | 9                 | 9,7                           |
| Geraniol   | 154                         | 230           | 5                 | 5,6                           |
| Anetol     | 148                         | 235           | 8                 | 7,1                           |
| Eugenol    | 164                         | 250           | 2                 | 1,7                           |
| α-Santalol | 228                         | 301           | < 1               | 0,5                           |

Efektywność odzyskiwania wysokowrzących związków chemicznych z ich mieszanin ze związkami nielotnymi z parą wodną można zwiększyć, stosując destylację z użyciem pary przegrzanej. Warunkiem ograniczającym są prawdopodobne reakcje rozkładu termicznego.
Przykład
Benzaldehyd (tw. 178 °C przy 760 mmHg) destyluje z równowagową parą wodną (100 °C) w temperaturze 97,9 °C. Destylat zawiera 32,1% wag. benzaldehydu. Stosując parę wodną przegrzaną do 133 °C, otrzymuje się kondensat zawierający 70,6% wag. benzaldehydu.

## Sprzęt do destylacji z parą wodną
Instalacje do destylacji z parą wodną, niezależnie od ich skali, składają się z następujących elementów:
- wytwornicy pary, która bywa wyposażana w urządzenia do przegrzewania wylotowego strumienia lub zapobiegające porywaniu do destylatora kropel wody,
- zbiornik z materiałem zawierającym oddestylowywany związek chemiczny, na przykład mieszaninę produktów syntezy organicznej lub surowcem zielarskim, rozłożonym na rusztach (destylator),
- chłodnica (kondensator),
- rozdzielacz warstw dwufazowego kondensatu.

Standardowe zestawy laboratoryjne są montowane analogicznie do zestawów do destylacji prostej, z tym że kolba zamocowana jest pod kątem i nie musi być ogrzewana. Do kolby wprowadza się rurkę doprowadzającą strumień pary z centralnej sieci lub laboratoryjnej wytwornicy. Zamiast tradycyjnych korków z umieszczonymi rurkami, obecnie stosuje się specjalne szklane nasadki do destylacji z parą wodną. Tradycyjne metalowe kociołki, ogrzewane palnikami gazowymi, są wyposażone w poziomowskaz i wysoką rurkę, ograniczającą wahania ciśnienia i zapobiegającą wychlapywaniu wrzącej wody do strumienia pary. Po zakończeniu destylacji rurkę tę należy wysunąć ponad poziom cieczy lub usunąć z kociołka aby nie doszło do zassania cieczy z kolby do stygnącego kociołka. Jako wytwornice pary są też stosowane szklane kolby z elektrycznym płaszczem grzejnym również wyposażone w zabezpieczenie przed wahaniami ciśnienia.

## Przebieg destylacji z parą wodną w laboratorium
Strumień pary jest wprowadzany do kolby rurką sięgającą prawie do dna, często lekko zakrzywioną na końcu. Kolba jest montowana w takim położeniu, aby burzliwy przepływ pary przez ciecz nie powodował jej wychlapywania do chłodnicy.
Strumień pary niosącej oddestylowywane związki przepływa przez chłodnicę (wodną lub powietrzną), w której kondensują pary. Dwufazowy kondensat spływa do odbieralnika, którym może być np. standardowy rozdzielacz laboratoryjny albo urządzenia umożliwiające odbieranie obu faz w sposób ciągły, przez odpowiednio ulokowane rurki przelewowe.
Oddestylowany składnik mieszaniny poddawanej destylacji (na przykład produkt prowadzonej w kolbie reakcji) może częściowo rozpuszczać się w wodzie (lub mieszać się z nią) co generuje straty. Aby uniknąć strat i zwiększyć wydajność procesu, warstwę wodną można w sposób ciągły zawracać do kolby destylacyjnej/reakcyjnej. W takim przypadku kolba musi być dodatkowo ogrzewana.

## Przykłady zastosowań

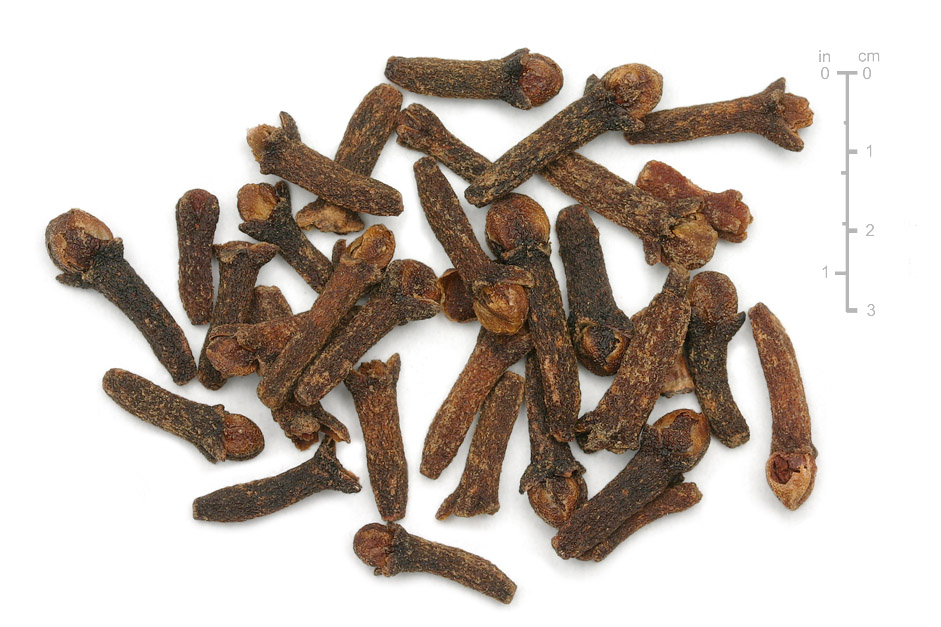
Goździki

- Wyodrębnianie produktów syntez organicznych:

1. Oddzielanie nieprzereagowanego aldehydu benzoesowego od kwasu cynamonowego, otrzymywanego w reakcji kondensacji tego aldehydu z bezwodnikiem octowym wobec octanu potasu (reakcja Perkina)[5][6]
2. Oddzielenie głównego produktu jodowania benzenu (jodobenzenu) od produktów ubocznych[6][7]
3. Oddzielanie aniliny, otrzymywanej przez redukcję nitrobenzenu, od nieprzereagowanego substratu[6][8]
4. Rozdzielanie mieszaniny o-nitrofenolu i p-nitrofenolu, powstającej w czasie nitrowania fenolu[6][9].

Różnica między prężnościami pary izomerów orto i para jest konsekwencją różnic w budowie cząsteczek. W przypadku izomeru orto tworzy się wewnątrzcząsteczkowe wiązanie wodorowe, które uniemożliwia asocjację cząsteczek. Asocjacji ulegają cząsteczki izomeru para, co powoduje zmniejszenie prężności pary.
- Ekstrakcja składników produktów naturalnych:

1. Izolacja mentolu z mięty
2. Izolacja olejku goździkowego

Utarte w moździerzu goździki (Eugenia caryophyllata) umieszcza się wraz z wodą w kolbie do destylacji z parą wodną. Zebrany kondensat jest poddawany dwukrotnej ekstrakcji chlorkiem metylenu. Z oddzielonej warstwy organicznej odparowuje się rozpuszczalnik, otrzymując olejek goździkowy, którego głównym składnikiem jest eugenol.